# Olga Fabianowna Gnessina

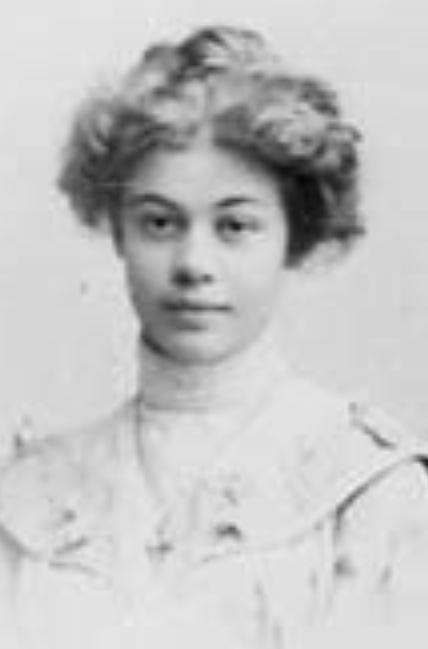

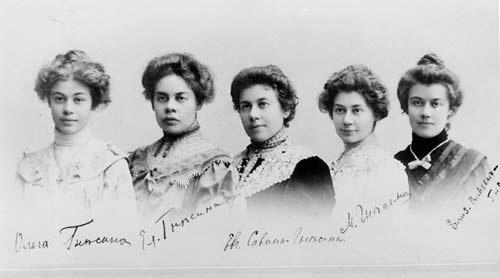
Die Gnessina-Schwestern Olga, Jelena, Jewgenija, Marija und Jelisaweta Gnessina (von links)

Olga Fabianowna Gnessina, nach der Heirat Alexandrowa, (russisch Ольга Фабиановна Гнесина, nach der Heirat russisch Александрова; * 1881 in Rostow am Don; † 9. März 1963 in Moskau), jüngste der fünf Gnessina-Schwestern, war eine russische Pianistin, Hochschullehrerin und Schwester des russischen Komponisten Michail Gnessin.

## Leben
Olgas Fabianowna Gnessinas Vater war der staatlich beauftragte Rabbiner Fabian Ossipowitsch Gnessin. Ihre Mutter Bella Issajewna Fletsinger-Gnessina hatte bei Stanisław Moniuszko studiert und war Sängerin und Pianistin. Olga Fabianowna Gnessina studierte in der Klavier-Klasse ihrer Schwester Jelena an der privaten Musikschule der Schwestern J. und M. Gnessina, die ihre älteren Schwestern Jewgenija, Jelena und Marija mit Unterstützung des Mäzens Alexander Pawlowitsch Kawerin im Februar 1895 in Moskau gegründet hatten. (Die Schule wurde nach der Oktoberrevolution dank der Unterstützung Anatoli Lunatscharskis die Zweite Staatliche Moskauer Musikschule (1919), 1925 erhielt sie den Namen der Gnessina-Schwestern, und 1944 wurde sie das Gnessin-Institut.) Ihr Bruder Michail, ihre Schwestern Jewgenija, Jelena, Marija, Jelisaweta und Alexander Gretschaninow waren dort Dozenten.
1901 schloss Olga Fabianowna Gnessina ihr Studium ab und wurde nun Dozentin für Klavier an der Musikschule der Schwestern J. und M. Gnessina. Der Komponist Reinhold Glière widmete ihr Vierundzwanzig leichte Stücke für Klavier zu vier Händen op. 38 (1908). Im Sommer lebte sie auf ihrer Datsche.
Bei Beginn des Deutsch-Sowjetischen Krieges wurde Olga Fabianowna Gnessina mit ihrer Schwester Jelisaweta nach Swerdlowsk evakuiert. Dann setzte sie ihre Lehrtätigkeit in Moskau wieder fort. Zu ihren Schülerinnen gehörte die spätere Sängerin Irina Archipowa.
Olga Fabianowna Gnessina wurde auf dem Moskauer Nowodewitschi-Friedhof begraben.

## Ehrungen
- Verdiente Kunstschaffende der RSFSR (1945)
- Ehrenzeichen der Sowjetunion (1945)
- Medaille „Für heldenmütige Arbeit im Großen Vaterländischen Krieg 1941–1945“